# Tournoi Grand Chelem d'Ekaterinbourg
Le Tournoi d'Ekaterinbourg est une compétition de judo organisée annuellement. Initialement organisée à Moscou, il a déménagé en 2014 à Tioumen puis en 2017 à Ekaterinbourg.
Depuis 2009, ce tournoi fait partie des quatre tournois du Grand Chelem.

## Palmarès masculin
| Grand Chelem    | Grand Chelem         | Grand Chelem             | Grand Chelem            | Grand Chelem           | Grand Chelem          | Grand Chelem        | Grand Chelem           |
| Année           | -60 kg               | -66 kg                   | -73 kg                  | -81 kg                 | -90 kg                | -100 kg             | +100 kg                |
| --------------- | -------------------- | ------------------------ | ----------------------- | ---------------------- | --------------------- | ------------------- | ---------------------- |
| 2019            | Unubold Lkhagvajamts | Kilian Le Blouch         | Tommy Macias            | Sagi Muki              | Noël van 't End       | Arman Adamian       | Tamerlan Bashaev       |
| 2018            | Yeldos Smetov        | Hifumi Abe               | Tsogtbaatar Tsend-Ochir | Sotaro Fujiwara        | Aleksandar Kukolj     | Niyaz Ilyasov       | Hyoga Ota              |
| 2017            | Ryuju Nagayama       | Abdula Abdulzhalilov     | Soichi Hashimoto        | Khasan Khalmurzaev     | Kenta Nagasawa        | Miklós Cirjenics    | David Moura            |
| 2016            | Yuma Oshima          | Hifumi Abe               | Musa Mogushkov          | Aslan Lappinagov       | Marcus Nyman          | Martin Pacek        | Andrey Volkov          |
| 2015            | Shinji Kido          | Tomofumi Takajo          | Uali Kurzhev            | Ivan Vorobev           | Mashu Baker           | Martin Pacek        | Hisayoshi Harasawa     |
| 2014            | Shinji Kido          | Charles Chibana          | Denis Iartcev           | Victor Penalber (pt)   | Yuya Yoshida          | Elmar Gasimov       | Rafael Silva           |
| 2013            | Amiran Papinashvili  | Charles Chibana          | Dirk Van Tichelt        | Sven Maresch (cs)      | Grigorii Sulemin      | Javad Mahjoub       | Robert Zimmermann      |
| 2012            | Naohisa Takato       | Mirzahid Farmonov        | Yuki Nishiyama          | Murat Khabachirov      | Ilías Iliádis         | Ramziddin Sayidov   | Abdullo Tangriev       |
| 2011            | Rishod Sobirov       | Alim Gadanov             | Dex Elmont              | Sven Maresch (cs)      | Ilías Iliádis         | Ariel Zeevi         | Kim Soo-whan           |
| 2010            | Rishod Sobirov       | Musa Mogushkov           | Benjamin Darbelet       | Ivan Nifontov          | Takashi Ono           | Luciano Correa      | Islam El Shehaby       |
| 2009            | Hovhannes Davtyan    | Tsagaanbaatar Hashbaatar | Wang Ki-chun            | Siarhei Shundzikau     | Takashi Ono           | Hwang Hee-tae       | Alexander Mikhaylin    |
| Super World Cup |                      |                          |                         |                        |                       |                     |                        |
| Année           | -60 kg               | -66 kg                   | -73 kg                  | -81 kg                 | -90 kg                | -100 kg             | +100 kg                |
| 2008            | Masaaki Fukuoka      | Armen Nazarian           | Konstantin Zaretsky     | Giorgi Baindurashvili  | Varlam Liparteliani   | Ruslan Gasymov      | Ihar Makarau           |
| 2007            | Hovhannes Davtyan    | Dex Elmont               | Sezer Huysuz            | Euan Burton            | Ilías Iliádis         | Levan Razmadze      | Tamerlan Tmenov        |
| 2006            | Rok Draksic          | Miklos Ungvari           | Salamu Mezhidov         | Sergei Aschwanden      | Ivan Pershin          | Askhab Kostoev      | Alexander Mikhaylin    |
| 2005            | Rok Draksic          | Magomed Dzhafarov        | Dmitry Ogienko          | Salamu Mezhidov        | Nematullo Asrankulov  | Dmitry Kabanov      | Alexander Mikhaylin    |
| Super A         |                      |                          |                         |                        |                       |                     |                        |
| Année           | -60 kg               | -66 kg                   | -73 kg                  | -81 kg                 | -90 kg                | -100 kg             | +100 kg                |
| 2004            | Ludwig Paischer      | Islam Matsiev            | Lee Won-hee             | Dmitry Nosov           | David Alarza          | Dmitry Maximov      | Abdullo Tangriev       |
| 2003            | Nestor Khergiani     | Benjamin Darbelet        | Viktor Savinov          | Sergei Aschwanden      | Frédéric Demontfaucon | Antal Kovács        | Alexander Mikhailin    |
| 2002            | Tatsuaki Egusa       | Tomoo Torii              | Christophe Massina      | Lasha Pipia            | Valentin Grekov       | Keiji Suzuki        | Tamerlan Tmenov        |
| Grand Prix      |                      |                          |                         |                        |                       |                     |                        |
| Année           | open                 | open                     | open                    | open                   | open                  | open                | open                   |
| 2003            | Ihar Makarau         | Ihar Makarau             | Ihar Makarau            | Ihar Makarau           | Ihar Makarau          | Ihar Makarau        | Ihar Makarau           |
| Année           | -60 kg               | -66 kg                   | -73 kg                  | -81 kg                 | -90 kg                | -100 kg             | +100 kg                |
| 2002            | Egusa Tatsuaki       | Islam Matsiev            | Vitaly Makarov          | Alexei Budolin         | Zurab Zviadauri       | Elco van der Geest  | Alexander Mikhailin    |
| 2001            | Anzor Gaunov         | Renat Mirzaliyev         | Askhat Shakharov        | Alexei Budolin         | Ruslan Mashurenko     | Nicolas Gill        | Tamerlan Tmenov        |
| World Cup       |                      |                          |                         |                        |                       |                     |                        |
| Année           | -60 kg               | -66 kg                   | -73 kg                  | -81 kg                 | -90 kg                | -100 kg             | +100 kg                |
| 2000            | Oscar Peñas          | Islam Matsiev            | Kenzo Nakamura          | Mekhman Azizov         | Mark Huizinga         | Iveri Jikurauli     | Ramaz Chochishvili     |
| 1999            | Evgeny Stanev        | Islam Matsiev            | Davit Nadaraia          | Valentin Grekov        | Dmitry Morozov        | Alexander Mikhailin | Alexander Davitashvili |
| 1998            | Nickolay Ozhegin     | Islam Matsiev            | Evgeny Karpukhin        | German Abdulaev        | Alexey Mikhalev       | Leonid Svirid       | Murat Khasanov         |
| Année           | -60 kg               | -65 kg                   | -71 kg                  | -78 kg                 | -86 kg                | -95 kg              | +95 kg                 |
| 1997            | Tadahiro Nomura      | Giorgi Vazagashvili      | Anatoly Laryukov        | Konstantin Savchishkin | Soso Liparteliani     | Gintaras Ambraska   | Tamerlan Tmenov        |
| 1996            | Nickolay Ozhegin     | Islam Matsiev            | Anatoly Laryukov        | Karen Balayan          | Georgi Tsmindashvili  | Evgeny Pechurov     | Sergey Kosorotov       |

## Palmarès féminin
| Grand Chelem    | Grand Chelem       | Grand Chelem        | Grand Chelem                | Grand Chelem           | Grand Chelem         | Grand Chelem        | Grand Chelem          |
| Année           | -48 kg             | -52 kg              | -57 kg                      | -63 kg                 | -70 kg               | -78 kg              | +78 kg                |
| --------------- | ------------------ | ------------------- | --------------------------- | ---------------------- | -------------------- | ------------------- | --------------------- |
| 2019            | Paula Pareto       | Gili Cohen          | Christa Deguchi             | Daria Davydova         | Marie-Ève Gahié      | Mao Izumi           | Maria Suelen Altheman |
| 2018            | Hiromi Endo        | Natalia Kuziutina   | Telma Monteiro              | Aimi Nouchi            | Maria Portela        | Rika Takayama       | Larisa Cerić          |
| 2017            | Ami Kondō          | Érika Miranda       | Miryam Roper                | Martyna Trajdos        | Sanne van Dijke      | Mami Umeki          | Sarah Asahina         |
| 2016            | Funa Tonaki        | Ai Shishime         | Tsukasa Yoshida             | Aimi Nouchi            | Chizuru Arai         | Rika Takayama       | Nami Inamori          |
| 2015            | Julia Figueroa     | Joana Ramos         | Tsukasa Yoshida             | Munkhzaya Tsedevsuren  | Haruka Tachimoto     | Guusje Steenhuis    | Ma Sisi               |
| 2014            | Sarah Menezes      | Misato Nakamura     | Catherine Beauchemin-Pinard | Kana Abe               | Kim Polling          | Mayra Aguiar        | Kanae Yamabe          |
| 2013            | Sarah Menezes      | Jaana Sundberg      | Miryam Roper                | Yarden Gerbi           | Bernadette Graf      | Abigel Joo          | Maria Suelen Altheman |
| 2012            | Sarah Menezes      | Erika Miranda       | Corina Caprioriu            | Alice Schlesinger      | Maria Portela        | Amy Cotton          | Maria Suelen Altheman |
| 2011            | Tomoko Fukumi      | Bundmaa Munkhbaatar | Aiko Sato                   | Urska Zolnir           | Edith Bosch          | Akari Ogata         | Tong Wen              |
| 2010            | Emi Yamagishi      | Yuka Nishida        | Sabrina Filzmoser           | Gévrise Emane          | Anett Meszaros       | Yang Xiuli          | Maki Tsukada          |
| 2009            | Tomoko Fukumi      | Misato Nakamura     | Kaori Matsumoto             | Marielle Pruvost       | Yoriko Kunihara      | Yang Xiuli          | Maki Tsukada          |
| Super World Cup |                    |                     |                             |                        |                      |                     |                       |
| Année           | -48 kg             | -52 kg              | -57 kg                      | -63 kg                 | -70 kg               | -78 kg              | +78 kg                |
| 2008            | Natalia Samoilova  | Caroline Lantoine   | Erdenet-Od Khishigbat       | Emmanuelle Payet       | Marie Pasquet        | Vera Moskalyuk      | Ketty Mathe           |
| 2007            | Alina Dumitru      | Ilse Heylen         | Sabrina Filzmoser           | Elisabeth Willeboordse | Annett Böhm          | Lucie Louette       | Ielena Ivachtchenko   |
| 2006            | Illona Perge       | Telma Monteiro      | Barbara Harel               | Lucie Décosse          | Anne Morlot          | Stéphanie Possamai  | Tea Dongouzachvili    |
| 2005            | Mayumi Takara      | Anna Davydchenko    | Natalia Yukhareva           | Irina Gromova          | Mylène Chollet       | Vera Moskalyuk      | Naomi Komaki          |
| Super A         |                    |                     |                             |                        |                      |                     |                       |
| Année           | -48 kg             | -52 kg              | -57 kg                      | -63 kg                 | -70 kg               | -78 kg              | +78 kg                |
| 2004            | Giuseppina Macrì   | Ilse Heylen         | Barbara Harel               | Lucie Decosse          | Adriana Dadci        | Megumi Nagase       | Ielena Ivachtchenko   |
| 2003            | Tatyana Moskvina   | Petra Nareks        | Karoline Kubatzki           | Gella Vandecaveye      | Cathérine Jacques    | Anastasia Matrosova | Marina Prokofieva     |
| 2002            | Lioubov Brouletova | Servane Bruneau     | Marisabel Lomba             | Yulia Kuzina           | Cathérine Jacques    | Lucia Morico        | Irina Rodina          |
| World Cup       |                    |                     |                             |                        |                      |                     |                       |
| Année           | -48 kg             | -52 kg              | -57 kg                      | -63 kg                 | -70 kg               | -78 kg              | +78 kg                |
| 2000            | Ann Simons         | Alena Karytskaya    | Cheryle Peel                | Karine Lecœuche        | Yulia Kuzina         | Uta Kuehnen         | Johanna Hagn          |
| 1999            | Sylvie Meloux      | Laëtitia Tignola    | Zulfia Guseinova            | Elina Novgorodtseva    | Elena Kotelnikova    | Svetlana Panteleeva | Irina Rodina          |
| 1998            | Tatyana Kuvshinova | Alena Karytskaya    | Orit Bar-On                 | Ielena Petrova         | Elena Kotelnikova    | Svetlana Panteleeva | Tea Dongouzachvili    |
| Année           | -48 kg             | -52 kg              | -56 kg                      | -61 kg                 | -66 kg               | -72 kg              | +72 kg                |
| 1997            | Tatyana Moskvina   | Alena Karytskaya    | Zulfia Guseinova            | Irina Afonina          | Rasa Tsekhanavichute | Sabine Tisserand    | Irina Rodina          |
| 1996            | Sylvie Meloux      | Alessandra Giungi   | Nicola Fairbrother          | İlknur Kobaş           | Emanuela Pierantozzi | Hannah Ertel        | Svetlana Gundarenko   |